# Acido arsenico
L'acido arsenico, o acido ortoarsenico, è un composto chimico con formula bruta H3AsO4, scritta anche come AsO(OH)3.
Il composto, incolore, è analogo all'acido fosforico. I due acidi, così come i rispettivi sali, si comportano in modo simile. L'acido arsenico non è mai stato isolato come tale, se non in soluzioni in cui si trovava completamente dissociato. La sua forma emiidrata (H3AsO4·½H2O), invece, forma dei cristalli, che si decompongono a 100 °C.

## Caratteristiche generali
Il nome "arsenico" sottintende usualmente la dicitura "ortoarsenico", che lo distingue dall'acido piroarsenico (H4As2O7) e dall'acido metaarsenico (HAsO3). È un acido triprotico, mediamente debole in acqua; i suoi sali vengono chiamati arseniati, e hanno proprietà ossidanti per via della scarsa stabilità dell'arsenico allo stato di ossidazione +5.
Essendo un acido triprotico, ha tre diversi gradi di dissociazione:
- H3AsO4 {\displaystyle \rightleftarrows } H2AsO−4  +  H+ (K1 = 10−2,19) / pKa1 = 2,19
- H2AsO−4 {\displaystyle \rightleftarrows } HAsO2−4  +  H+  (K2 = 10−6,94) / pKa2 = 6,94
- HAsO2−4 {\displaystyle \rightleftarrows } AsO3−4  +  H+  (K3 = 10−11,5) / pKa3 = 11,50

I valori di Ka sono vicini a quelli dell'acido fosforico. Il prodotto della terza dissociazione è l'arseniato (AsO3−4), uno ione fortemente basico. A differenza dell'acido fosforico, l'acido arsenico è ossidante, come dimostra la sua capacità di convertire lo ione ioduro in iodio.

## Sintesi
L'acido arsenico è prodotto facendo reagire triossido di arsenico con acido nitrico concentrato, o combinando pentossido di arsenico con acqua.
{\displaystyle {\ce {As2O3 + 2HNO3 + 3H2O -> 2H3AsO4(H2O)0,5 + N2O3}}}
La soluzione risultante viene raffreddata fino a formare dei cristalli incolore di H3AsO4(H2O)0.5. Quando la cristallizzazione viene condotta a temperature più basse, si formano cristalli di diidrato.
Altra possibile sintesi consiste nella dissoluzione di pentossido di arsenico in acqua, il processo è tuttavia lento. Ulteriore processo percorribile è quello della dissoluzione di acido meta- o piroarsenico in acqua fredda. Il composto può inoltre essere prodotto facendo reagire arsenico elementare umido con ozono:
{\displaystyle {\ce {2As + 3H2O + 5O3 -> 2H3AsO4 + 5O2}}}

## Impieghi del composto
Le applicazioni commerciali del composto sono limitate a causa della sua elevata tossicità. Ha trovato occasionali utilizzi come conservante del legno, biocida ad ampio spettro, agente per la lavorazione di vetro e metalli, e come reagente nella sintesi di alcuni composti organici a base di arsenico. La dose letale LD50 nei conigli è di 6 mg/kg (0,006 g/kg).